# The First Japan Arena Tour
The First Japan Arena Tour es la primera gira Japonesa del grupo surcoreano Girls' Generation para promocionar su primer álbum en japonés Girls' Generation.

## Antecedentes
El 7 de marzo de 2011 se anunció que Girls' Generation se embarcaría en su primera gira nacional por Japón el 18 de mayo de 2011 en el Estadio Nacional Yoyogi de Tokio, con un total de siete paradas en Tokio, Nagoya, Osaka y Fukuoka. El inicio de la gira se pospuso al 31 de mayo de 2011, debido al terremoto y tsunami de Tōhoku de 2011. Debido a la abrumadora demanda, con hasta 300.000 solicitantes pidiendo entradas, se añadieron paradas adicionales a la gira.
La gira abarcó Osaka, Saitama, Tokio, Hiroshima, Nagoya y Fukuoka con un total de catorce actuaciones. La gira atrajo a unos 140.000 fans.

## Cobertura mediática
Varios medios de Japón, entre ellos Mezamashi TV, cubrieron el inicio de su concierto con detallados reportajes. NHK Music Japan presentó un especial de Girls' Generation, detallando su meteórico ascenso en Corea y su posterior debut en Japón, con una sesión de entrevistas intercalada con imágenes de la parada en Osaka de la gira First Japan Arena Tour. First Japan Arena Tour de Girls' Generation en 3D se emitió en la cadena japonesa SkyPerfectTv el 21 de agosto.

## Lista de canciones
Acto Principal

Acto 1
1. "Genie" (Version japonesa)
2. "You-aholic"
3. "Mr. Taxi"
4. "I'm In Love With The Hero"
5. "Let It Rain"
6. "Snowy Wish"
7. "Etude"
8. "Kissing You"
9. "Oh" (House Version)

Acto 2
1. "Almost" (Jessica)
2. "Lady Marmalade." (Taeyeon y Tiffany)
3. "3" (Sunny)
4. "Don't Stop The Music" (Hyoyeon)

Acto 3
1. "The Great Escape"
2. "Bad Girl"
3. "Devil's Cry" (Taeyeon)
4. "Run Devil Run" (Version japonesa)
5. "Beautiful Stranger"
6. "Hoot" (Version japonesa)

Acto 4
1. "If" (Yuri)
2. "4 Minutes" (Yoona)
3. "Stuff Like That There" (Seohyun)
4. "Sway" (Sooyoung)

Acto 5
1. "Danny Boy"
2. "Complete"
3. "My Child"

Acto 6
1. "Cold Noodles"
2. "HaHaHa"
3. "Gee" (Versión japonesa)
4. "Born To Be A Lady"

Encore
1. "Into the New World"
2. "Way To Go"
3. "It's Fantastic" (Versión japonesa)

## Fechas
| Fecha               | Ciudad    | País  | Lugar                   | Público |
| ------------------- | --------- | ----- | ----------------------- | ------- |
| 31 de mayo de 2011  | Osaka     | Japón | Osaka-jō Hall           | 20,000  |
| 1 de junio de 2011  | Osaka     | Japón | Osaka-jō Hall           | 20,000  |
| 4 de junio de 2011  | Saitama   | Japón | Saitama Super Arena     | 32,000  |
| 5 de junio de 2011  | Saitama   | Japón | Saitama Super Arena     | 32,000  |
| 17 de junio de 2011 | Tokio     | Japón | Yoyogi National Stadium | 48,000  |
| 18 de junio de 2011 | Tokio     | Japón | Yoyogi National Stadium | 48,000  |
| 28 de junio de 2011 | Tokio     | Japón | Yoyogi National Stadium | 48,000  |
| 29 de junio de 2011 | Tokio     | Japón | Yoyogi National Stadium | 48,000  |
| 2 de julio de 2011  | Hiroshima | Japón | Hiroshima Green Arena   | 15,000  |
| 3 de julio de 2011  | Hiroshima | Japón | Hiroshima Green Arena   | 15,000  |
| 6 de julio de 2011  | Nagoya    | Japón | Nippon Gaishi Hall      | 15,000  |
| 7 de julio de 2011  | Nagoya    | Japón | Nippon Gaishi Hall      | 15,000  |
| 17 de julio de 2011 | Fukuoka   | Japón | Marine Messe Fukuoka    | 20,000  |
| 18 de julio de 2011 | Fukuoka   | Japón | Marine Messe Fukuoka    | 20,000  |

## DVD
Girls' Generation First Japan Tour es el quinto lanzamiento en DVD y Blu-ray del grupo de chicas de surcoreano Girls' Generation. Tras su anuncio de que Girls' Generation lanzaría su Primer Fotolibro Japonés titulado Holiday el 30 de noviembre de 2011, también lanzaron un Blu-ray/DVD para su Primera Gira de Conciertos Japonesa el 14 de diciembre.

### Antecedentes
El DVD contiene actuaciones y material de archivo de su primera gira por Japón, que comenzó el 31 de mayo de 2011, y llevó a las chicas a través de seis ciudades de Japón para 14 actuaciones. El Blu-ray/DVD incluyó dos ediciones, la edición limitada que vendrá con el material de archivo especial, fotolibro y un pin conjunto de insignia. Las copias en Blu-ray y DVD incluían el metraje especial, pero el fotolibro de 36 páginas será diferente. La edición limitada incluía una caja especial de caramelo, un digipak para la caja del disco y un estuche cosmético especial con las diez insignias pin (Blu-ray: color dorado / DVD: color plateado).

### Lista de canciones
1. Genie
2. You-aholic
3. Mr. Taxi
4. I'm in Love With the Hero
5. Let It Rain
6. Snowy Wish
7. Etude
8. Kissing you
9. Oh!
10. The Great Escape
11. Bad Girl
12. Run Devil Run intro
13. Run Devil Run
14. Beautiful Stranger
15. Hoot
16. Complete
17. My Child
18. Ice Boy
19. HaHaHaSong
20. Gee
21. Born to Be Lady
22. Into the New world
23. Way to Go
24. It's Fantastic! (Japanese ver.)

First Press Limited Edition
1. Bonus video recording

### Rendimiento en las listas
El DVD "Japan First Arena Tour Girls' Generation" de Girls' Generation, que salió a la venta el 14 de diciembre, ocupó el puesto número 1 en la Oricon Daily DVD Combined Chart, Blu-ray Chart y DVD Music Chart del 14 de diciembre. Según las listas de Oricon, la versión en DVD de "Japan First Tour" se ha colocado en el primer puesto durante la semana del 12 al 18 de diciembre tanto en la categoría de "DVDs musicales" como en el total de DVDs vendidos. Desde su lanzamiento el 14 de diciembre, el DVD de la exitosa gira de conciertos de Girls' Generation en Japón ha vendido 69.000 copias.
La versión en Blu-ray de "Japan First Tour" se situó en primer lugar en la categoría "Music Blu-ray" y en segundo lugar en las ventas totales de Blu-ray de la semana. El Blu-ray, lanzado al mismo tiempo que el DVD, ha vendido hasta la fecha 37.000 copias. Girls' Generation es el único artista extranjero que consigue el primer puesto en las listas semanales de Oricon en las categorías de "DVD musical" y "DVD Blu-ray" al mismo tiempo.

### Charts
| Chart                                 | Peak position |
| ------------------------------------- | ------------- |
| Japón Japanese DVD Chart (Oricon)     | 1             |
| Japón Japanese Blu-ray Chart (Oricon) | 1             |

### Historial de Lanzamiento
| Country   | Date                    | Format            | Label              |
| --------- | ----------------------- | ----------------- | ------------------ |
| Japón     | 14 de diciembre de 2011 | DVD, Blu-ray Disc | Nayutawave Records |
| Taiwan    | 27 de abril de 2012     | DVD               | Universal Music    |
| Hong Kong | 27 de abril de 2012     | DVD               | Universal Music    |
| Tailandia | 30 de junio de 2012     | DVD               | Universal Music    |
| Filipinas | 29 de agosto de 2012    | DVD               | MCA Music          |
| Indonesia | 16 de noviembre de 2012 | DVD               | Universal Music    |